# Воскобоева, Галина Олеговна
Галина Олеговна Воскобоева (родилась 18 декабря 1984 года в Москве, СССР) — теннисистка, по ходу своей карьеры представлявшая на соревнованиях Россию и Казахстан, мастер спорта России международного класса; полуфиналистка одного турнира Большого шлема в миксте (Открытый чемпионат Франции-2012); победительница пяти турниров WTA в парном разряде.

## Общая информация
Родителей Галины зовут Елена и Олег.
Мама, тренер по плаванию, привела дочь в теннис когда той было шесть лет. Любимое покрытие — хард; любимый турнир — Кубок Кремля.
В 2005 году Воскобоева окончила РУДН.
В апреле 2021 года вышла замуж за американца по имени Джонатан. В апреле 2022 года у пары родился ребёнок.

## Спортивная карьера

### Начало карьеры
На юниорском уровне Воскобоева смогла достичь 20-го место рейтинга среди девушек своего возраста. В 2001 году она сыграла первые турниры на взрослом уровне. В том же году она выиграла первый титул в парном разряде на 10-тысячнике из цикла ITF. В мае 2003 года в команде с Верой Душевиной Воскобоева смогла выиграть главный парный приз 75-тысячника в Кань-сюр-Мере. Затем она впервые сыграла в основной сетке на турнире WTA-тура — в парном разряде турнира в Мадриде. Первый взрослый титул в одиночках пришёл к ней в июле после победы на 25-тысячнике ITF во Франции.
В январе 2004 года Воскобоева дебютировала в основных одиночных соревнованиях Тура, выступив на турнире в Хобарте. На турнирах серии Большого шлема в основе она также сыграла сначала в парном разряде — на Открытом чемпионате США 2004 года. В апреле 2005 года Галина победила на 75-тысячнике Дотане в парном разряде совместно с Карли Галликсон, а в июне она впервые поднялась в топ-100 парного рейтинга. В октябре Воскобоева впервые сыграла в парном финале WTA — на турнире в Ташкенте в тандеме с Анастасией Родионовой.
В январе 2006 года Воскобоева дебютирует в основной сетке одиночных соревнований серии Большого шлема, выступив на Открытом чемпионате Австралии, где она прошла во второй раунд. На следующий Большой шлем — Открытый чемпионат Франции, она попала пройдя квалификацию. Это была её десятая квалификация на Большой шлем и первая успешная. В июле она выиграла второй одиночный титул на 50-тысячнике в Кунео и смогла подняться в топ-100 одиночного рейтинга. Осенью в дуэте с Иветой Бенешовой она доиграла до парного финала в Москве.
Ещё одного совместного парного финала Бенешова и Воскобоева достигли в январе 2007 года в Голд-Косте. На Открытом чемпионате Австралии совместно с американкой Эшли Харклроуд она достигла первого четвертьфинала Большого шлема в парах. Следующего совместного четвертьфинала Воскобоева и Харклроуд достигли в 2008 году на Открытом чемпионате Франции. В сентябре того же году уже в дуэте с румынкой Сораной Кырстя она смогла победить на 100-тысячнике ITF в Афинах. В конце сезона Галина впервые вышла в четвертьфинал WTA в одиночках на турнире в Квебеке.

### 2009—2012
На Открытом чемпионате Австралии 2009 года Воскобоева оформила лучшее достижение для себя на Больших шлема, выйдя в третий раунд одиночного турнира. В феврале она сыграла первые матчи в Кубке Федерации за новую для себя страну — Казахстан, под чьим флагом она стала выступать с прошлого года. В мае ей удалось выйти в четвертьфинал турнира в Варшаве.
Сезон 2011 года стал самым продуктивным в карьере Воскобоевой. В феврале в Паттайе, начав с квалификации, она смогла выйти в четвертьфинал. На следующем азиатском турнире в Туре — в Куала-Лумпуре, Воскобоева в парах сыграла вместе с Динарой Сафиной и смогла добиться успеха, выиграв дебютный титул WTA. В апреле она завоевала следующий парный титул в альянсе с ещё одной россиянкой Алисой Клейбановой на турнире в Оэйраше. В мае уже в команде с чешкой Андреей Главачковой она победила на Премьер-турнире в Брюсселе. В июле на турнире в Баку Воскобоева вышла в полуфинал в одиночном разряде и финал в парах (с Никулеску). Затем уже с Виталией Дьяченко она выиграла парный 100-тысячник ITF в Астане.
В августе 2011 года на турнире серии Премьер 5 в Торонто Воскобоева пробилась в основную сетку одиночных соревнований через квалификацию. Ей удалось обыграть по ходу турнира № 9 в мире Марион Бартоли, Флавию Пеннетту и № 5 Марию Шарапову со счётом 6-3, 7-5, пройдя, таким образом, в четвертьфинал. В сентябре на турнире в Сеуле теннисистка из Казахстана смогла дойти до обоих финалов (в парах с Душевиной). Одиночный финал стал единственным в карьере Галины в WTA-туре. В борьбе за титул она уступила испанской спортсменке Марии Хосе Мартинес Санчес — 6-7(0), 6-7(2). Позже в Москве она вышла в парный финал вместе с Анастасией Родионовой. По итогам сезона Воскобоева смогла занять 58-е место в одиночном и 31-е в парном рейтингах.
На Открытом чемпионате Австралии 2012 года Воскобоева второй раз смогла выйти в третий раунд и вошла в топ-50 одиночного рейтинга. В мае в Оэйраше она пробилась в четвертьфинал, а в парах с Ярославой Шведовой достигла финала. После турнира в Португалии она поднялась на самую высокую в карьере — 42-ю позицию одиночного рейтинга. На Открытом чемпионате Франции лучше всего удалось выступить в миксте, где она в команде с итальянцем Даниэле Браччали вышла в полуфинал. На первых в карьере Олимпийских играх в Лондоне Воскобоева проиграла уже на старте, а в парном разряде наигрываемый в тот период дуэт Воскобоева и Шведова уступили во втором раунде. В августе Воскобоева достигла пикового значения парного рейтинга, заняв 26-ю строчку. Осенью она один раз вышла в четвертьфинал в одиночках на турнире в Ташкенте.

### 2013—2021

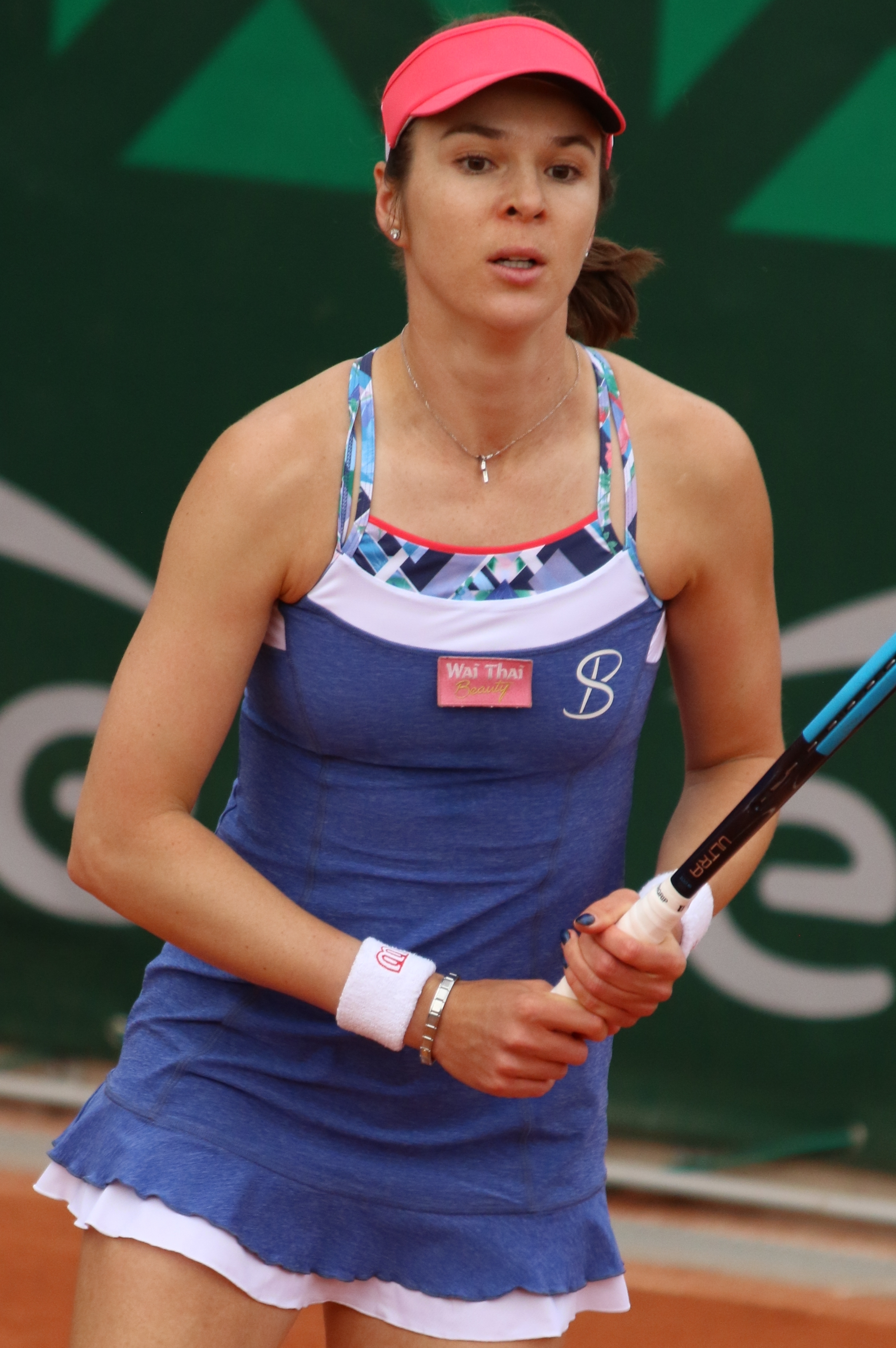
Воскобоева на Ролан Гаррос 2019 года

В феврале 2013 года Воскобоева в альянсе с Кристиной Младенович выиграла парные соревнования турнира в Мемфисе. С ней же весной она смогла достигнуть полуфинала Премьер-турнира в Мадриде и четвертьфинала на Открытом чемпионате Франции. В одиночном разряде за 2013 год Воскобоева отметилась по ходу сезона тремя выходами в четвертьфинал на небольших турнирах основного тура. В начале 2014 года Воскобоева и Младенович смогли выйти в парный финал турнира в Брисбене, а затем стать победительницами турнира в Акапулько. Во время турнира она получила тяжелейшую травму ноги и была вынуждена пропустить этот и следующий сезон.
На корт Воскобоева смогла вернуться в 2016 году. В одиночном разряде результаты к ней так и не вернулись, поэтому основное внимание было сконцентрировано на парных выступлениях. В августе со Шведовой в паре она сыграла на вторых для себя Олимпийских играх в Рио-де-Жанейро, но завершилось выступление уже в первом матче. В феврале 2017 года у Воскобоевой получилось пройти в парный финал турнира в Будапеште в партнёрстве с Ариной Родионовой. Новая травма не позволила ей завершить сезон, который продлился до мая.
В мае уже следующего 2018 года с австралийкой Джессикой Мур она смогла победить на 100-тысячнике ITF в Трнаве. Летом она сыграла в финале грунтового турнира в Москве в команде с Александрой Пановой. В ноябре Галина Воскобоева и россиянка Вероника Кудерметова взяли главный приз в парах турнира младшей серии WTA 125K в Лиможе.
В апреле 2019 года Воскобоева и Кудерметова сыграли на турнире в Лугано в парном разряде, где дошли до финала, но проиграли румынской паре Сорана Кырстя и Кристина-Андрея Миту. Ещё одного финала в сезоне Галина достигла летом в дуэте с Еленой Остапенко на соревнованиях в Юрмале. 2020 год Воскобоева пропустила. В 2021 году сыграла на пяти турнирах в парном разряде и после этого больше не выступала на официальных соревнованиях.

## Итоговое место в рейтинге WTA по годам
| Год  | Одиночный рейтинг | Парный рейтинг |
| 2021 |                   | 670            |
| 2020 | 1314              | 71             |
| 2019 | 1268              | 43             |
| 2018 |                   | 73             |
| 2017 | 401               | 147            |
| 2016 | 371               | 172            |
| 2014 | 259               | 105            |
| 2013 | 69                | 33             |
| 2012 | 82                | 45             |
| 2011 | 58                | 31             |
| 2010 | 528               | 145            |
| 2009 | 102               | 51             |
| 2008 | 94                | 39             |
| 2007 | 136               | 40             |
| 2006 | 103               | 48             |
| 2005 | 118               | 82             |
| 2004 | 137               | 129            |
| 2003 | 157               | 161            |
| 2002 | 402               | 271            |
| 2001 | 464               | 485            |

## Выступления на турнирах

### Финалы турнировWTAв одиночном разряде (1)

#### Поражения (1)
| Легенда: До 2009 года       | Легенда: С 2009 года  |
| --------------------------- | --------------------- |
| Турниры Большого шлема (0)* |                       |
| Олимпиада (0)               |                       |
| Итоговый турнир WTA (0)     |                       |
| 1-я категория (0)           | Premier Mandatory (0) |
| 2-я категория (0)           | Premier 5 (0)         |
| 3-я категория (0)           | Premier (0+1)         |
| 4-я категория (0)           | International (0+4)   |
| 5-я категория (0)           | International (0+4)   |

| Титулы по покрытиям | Титулы по месту проведения матчей турнира |
| ------------------- | ----------------------------------------- |
| Хард (0+3)*         | Зал (0+1)                                 |
| Грунт (0+2)         | Зал (0+1)                                 |
| Трава (0)           | Открытый воздух (0+4)                     |
| Ковёр (0)           | Открытый воздух (0+4)                     |

* количество побед в одиночном разряде + количество побед в парном разряде.
| №  | Дата             | Турнир            | Покрытие | Соперница в финале         | Счёт          |
| 1. | 25 сентября 2011 | Сеул, Южная Корея | Хард     | Мария Хосе Мартинес Санчес | 6-7(0) 6-7(2) |

### Финалы турнировWTA 125иITFв одиночном разряде (8)

#### Победы (3)
| Легенда:                    |
| --------------------------- |
| WTA 125 (0+1)*              |
| 100.000 USD (0+3)           |
| 80.000 (75.000)** USD (0+2) |
| 60.000 (50.000)** USD (1+3) |
| 25.000 USD (2+3)            |
| 15.000 (10.000)** USD (0+2) |

** призовой фонд до 2017 года
| Титулы по покрытиям | Титулы по месту проведения матчей турнира |
| ------------------- | ----------------------------------------- |
| Хард (0+4)*         | Зал (0+4)                                 |
| Грунт (3+10)        | Зал (0+4)                                 |
| Трава (0)           | Открытый воздух (3+10)                    |
| Ковёр (0)           | Открытый воздух (3+10)                    |

* количество побед в одиночном разряде + количество побед в парном разряде.
| №  | Дата           | Турнир                 | Покрытие | Соперница в финале  | Счёт           |
| 1. | 6 июля 2003    | Мон-де-Марсан, Франция | Грунт    | Александра Кравец   | 6-4 6-2        |
| 2. | 9 июля 2006    | Кунео, Италия          | Грунт    | Аличе Канепа        | 6-1 6-2        |
| 3. | 16 апреля 2011 | Касабланка, Марокко    | Грунт    | Мервана Югич-Салкич | 6-7(4) 6-2 6-3 |

#### Поражения (5)
| №  | Дата            | Турнир                 | Покрытие   | Соперница в финале  | Счёт           |
| 1. | 2 февраля 2003  | Типтон, Великобритания | Хард (зал) | Матея Межак         | 6-4 4-6 4-6    |
| 2. | 12 октября 2003 | Латина, Италия         | Грунт      | Роберта Винчи       | 3-6 4-6        |
| 3. | 13 ноября 2005  | Питтсбург, США         | Хард (зал) | Лилия Остерло       | 6-7(5) 4-6     |
| 4. | 15 мая 2016     | Ла-Марса, Тунис        | Грунт      | Виктория Кан        | 4-6 4-6        |
| 5. | 26 июня 2016    | Москва, Россия         | Грунт      | Анастасия Комардина | 6-7(3) 6-4 3-6 |

### Финалы турнировWTAв парном разряде (18)

#### Победы (5)
| №  | Дата            | Турнир                 | Покрытие   | Партнёрша           | Соперницы в финале               | Счёт           |
| 1. | 6 марта 2011    | Куала-Лумпур, Малайзия | Хард       | Динара Сафина       | Ноппаван Летчивакан Джессика Мур | 7-5 2-6 [10-5] |
| 2. | 30 апреля 2011  | Оэйраш, Португалия     | Грунт      | Алиса Клейбанова    | Элени Данилиду Михаэлла Крайчек  | 6-4 6-2        |
| 3. | 21 мая 2011     | Брюссель, Бельгия      | Грунт      | Андреа Главачкова   | Алиция Росольская Клаудиа Янс    | 3-6 6-0 [10-5] |
| 4. | 24 февраля 2013 | Мемфис, США            | Хард (зал) | Кристина Младенович | София Арвидссон Юханна Ларссон   | 7-6(5) 6-3     |
| 5. | 1 марта 2014    | Акапулько, Мексика     | Хард       | Кристина Младенович | Ивета Мельцер Петра Цетковская   | 6-3 2-6 [10-5] |

#### Поражения (13)
| №   | Дата             | Турнир               | Покрытие    | Партнёрша            | Соперницы в финале                  | Счёт              |
| 1.  | 9 октября 2005   | Ташкент, Узбекистан  | Хард        | Анастасия Родионова  | Мария Елена Камерин Эмили Луа       | 3-6 0-6           |
| 2.  | 15 октября 2006  | Москва, Россия       | Ковёр (зал) | Ивета Бенешова       | Квета Пешке Франческа Скьявоне      | 4-6 7-6(4) 1-6    |
| 3.  | 6 января 2007    | Голд-Кост, Австралия | Хард        | Ивета Бенешова       | Динара Сафина Катарина Среботник    | 3-6 4-6           |
| 4.  | 24 июля 2011     | Баку, Азербайджан    | Хард        | Моника Никулеску     | Мария Корытцева Татьяна Пучек       | 3-6 6-2 [8-10]    |
| 5.  | 25 сентября 2011 | Сеул, Южная Корея    | Хард        | Вера Душевина        | Натали Грандин Владимира Углиржова  | 6-7(5) 4-6        |
| 6.  | 22 октября 2011  | Москва, Россия       | Хард (зал)  | Анастасия Родионова  | Ваня Кинг Ярослава Шведова          | 6-7(3) 3-6        |
| 7.  | 5 мая 2012       | Оэйраш, Португалия   | Грунт       | Ярослава Шведова     | Чжан Шуай Чжуан Цзяжун              | 6-4 1-6 [9-11]    |
| 8.  | 21 сентября 2013 | Гуанчжоу, Китай      | Хард        | Ваня Кинг            | Пэн Шуай Се Шувэй                   | 3-6 6-4 [10-12]   |
| 9.  | 4 января 2014    | Брисбен, Австралия   | Хард        | Кристина Младенович  | Алла Кудрявцева Анастасия Родионова | 3-6 1-6           |
| 10. | 26 февраля 2017  | Будапешт, Венгрия    | Хард (зал)  | Арина Родионова      | Оксана Калашникова Се Шувэй         | 3-6 6-4 [4-10]    |
| 11. | 29 июля 2018     | Москва, Россия       | Грунт       | Александра Панова    | Вера Звонарёва Анастасия Потапова   | 0-6 3-6           |
| 12. | 14 апреля 2019   | Лугано, Швейцария    | Грунт       | Вероника Кудерметова | Сорана Кырстя Кристина-Андрея Миту  | 6-1 2-6 [8-10]    |
| 13. | 28 июля 2019     | Юрмала, Латвия       | Грунт       | Елена Остапенко      | Нина Стоянович Шэрон Фичмен         | 6-2 6-7(1) [6-10] |

### Финалы турнировWTA 125иITFв парном разряде (24)

#### Победы (14)
| №   | Дата             | Турнир                             | Покрытие    | Партнёрша            | Соперницы в финале                          | Счёт            |
| 1.  | 2 сентября 2001  | Бухарест, Румыния                  | Грунт       | Юлиана Федак         | Адриана Бурз Саня Тодорович                 | 6-4 6-0         |
| 2.  | 15 сентября 2002 | София, Болгария                    | Грунт       | Вера Душевина        | Натали Виерин Лаура Дельанджело             | 3-6 6-4 6-2     |
| 3.  | 26 января 2003   | Кингстон-апон-Халл, Великобритания | Хард (зал)  | Ирина Булыкина       | Эльке Клейстерс Борка Майсторович           | 4-6 7-6(0) 6-3  |
| 4.  | 4 мая 2003       | Кань-сюр-Мер, Франция              | Грунт       | Вера Душевина        | Юлия Бейгельзимер Анна Запорожанова         | 6-3 6-4         |
| 5.  | 11 апреля 2004   | Динан, Франция                     | Грунт (зал) | Дарья Юрак           | Анастасия Родионова Гюльнара Фаттахетдинова | 6-3 6-2         |
| 6.  | 24 апреля 2005   | Дотан, США                         | Грунт       | Карли Галликсон      | Джулия Дитти Владимира Углиржова            | 4-6 6-1 6-2     |
| 7.  | 10 июля 2005     | Кунео, США                         | Грунт       | Мария Корытцева      | Джулия Габба Сара Эррани                    | 6-3 7-5         |
| 8.  | 22 октября 2005  | Сен-Рафаэль, Франция               | Хард (зал)  | Мария Корытцева      | Ализе Корне Юлия Федосова                   | 6-2 6-4         |
| 9.  | 14 сентября 2008 | Афины, Греция                      | Грунт       | Сорана Кырстя        | Кристина Барруа Юлия Шруфф                  | 6-2 6-4         |
| 10. | 29 июля 2011     | Астана, Казахстан                  | Хард        | Виталия Дьяченко     | Акгуль Аманмурадова Александра Панова       | 6-3 6-4         |
| 11. | 15 мая 2016      | Ла-Марса, Тунис                    | Грунт       | Виталия Дьяченко     | Виктория Кан Сабина Шарипова                | 6-3 1-6 [12-10] |
| 12. | 27 ноября 2016   | Валенсия, Испания                  | Грунт       | Лина Джёрческа       | Ксения Шарифова Алисия Эрреро Линьяна       | 6-0 6-0         |
| 13. | 19 мая 2018      | Трнава, Словакия                   | Грунт       | Джессика Мур         | Ксения Кнолль Анна Смит                     | 0-6 6-3 [10-7]  |
| 14. | 11 ноября 2018   | Лимож, Франция                     | Хард (зал)  | Вероника Кудерметова | Тимея Бачински Вера Звонарёва               | 7-5 6-4         |

#### Поражения (10)
| №   | Дата             | Турнир                | Покрытие    | Партнёрша                  | Соперницы в финале                  | Счёт           |
| 1.  | 19 августа 2001  | Бухарест, Румыния     | Грунт       | Евгения Савранская         | Елена Антипина Юлиана Федак         | 6-4 1-6 4-6    |
| 2.  | 27 октября 2002  | Эль-Мансура, Египет   | Грунт       | Гюльнара Фаттахетдинова    | Елена Антипина Гана Шромова         | 2-6 2-6        |
| 3.  | 2 марта 2003     | Острава, Чехия        | Хард (зал)  | Магдалена Зденовцова       | Роберта Винчи Драгана Зарич         | 2-6 4-6        |
| 4.  | 21 сентября 2003 | Тбилиси, Грузия       | Грунт       | Надежда Островская         | Дарья Кустова Елена Татаркова       | 6-2 2-6 6-7(5) |
| 5.  | 24 октября 2004  | Сен-Рафаэль, Франция  | Хард (зал)  | Барбора Стрыцова           | Стефани Коэн-Алоро Селима Сфар      | 6-7(3) 6-2 4-6 |
| 6.  | 12 ноября 2006   | Питтсбург, США        | Хард (зал)  | Эшли Харклроуд             | Стефани Дюбуа Алиса Клейбанова      | 4-6 7-5 1-6    |
| 7.  | 18 октября 2008  | Ортизеи, Италия       | Ковёр (зал) | Марет Ани                  | Мария Корытцева Ярослава Шведова    | 2-6 1-6        |
| 8.  | 31 октября 2009  | Ортизеи, Италия       | Ковёр (зал) | Барбора Заглавова-Стрыцова | Тимея Бачински Татьяна Гарбин       | 2-6 2-6        |
| 9.  | 13 мая 2018      | Кань-сюр-Мер, Франция | Грунт       | Вера Лапко                 | Кейтлин Кристиан Сабрина Сантамария | 6-2 5-7 [7-10] |
| 10. | 23 июня 2018     | Илкли, Великобритания | Трава       | Натела Дзаламидзе          | Эйжа Мухаммад Мария Санчес          | 6-4 3-6 [1-10] |

## История выступлений на турнирах
| Турнир                       | 2003  | 2004  | 2005          | 2006          | 2007          | 2008  | 2009          | 2010          | 2011          | 2012  | 2013          | 2014          | 2016  | 2017          | 2018          | 2019          | 2021  | Итог   | В/П за карьеру |
| ---------------------------- | ----- | ----- | ------------- | ------------- | ------------- | ----- | ------------- | ------------- | ------------- | ----- | ------------- | ------------- | ----- | ------------- | ------------- | ------------- | ----- | ------ | -------------- |
| Турниры Большого шлема       |       |       |               |               |               |       |               |               |               |       |               |               |       |               |               |               |       |        |                |
| Открытый чемпионат Австралии | -     | -     | 1Р            | 1Р            | 1/4           | 3Р    | 3Р            | 2Р            | -             | 2Р    | 2Р            | 2Р            | -     | 2Р            | -             | 1Р            | -     | 0 / 11 | 12-11          |
| Открытый чемпионат Франции   | -     | -     | 2Р            | 1Р            | 1Р            | 1/4   | 1Р            | 1Р            | 2Р            | 2Р    | 1/4           | -             | 2Р    | -             | -             | 1Р            | -     | 0 / 11 | 10-11          |
| Уимблдонский турнир          | К     | К     | 1Р            | 2Р            | 1Р            | 1Р    | 2Р            | -             | 2Р            | 3Р    | 2Р            | -             | -     | -             | К             | 2Р            | 1Р    | 0 / 10 | 7-10           |
| Открытый чемпионат США       | -     | 2Р    | 1Р            | 3Р            | 2Р            | 2Р    | 1Р            | -             | 3Р            | 2Р    | 3Р            | -             | -     | -             | 1Р            | 1Р            | 1Р    | 0 / 12 | 10-12          |
| Итог                         | 0 / 0 | 0 / 1 | 0 / 4         | 0 / 4         | 0 / 4         | 0 / 4 | 0 / 4         | 0 / 2         | 0 / 3         | 0 / 4 | 0 / 4         | 0 / 1         | 0 / 1 | 0 / 1         | 0 / 1         | 0 / 4         | 0 / 2 | 0 / 44 |                |
| В/П в сезоне                 | 0-0   | 1-1   | 1-4           | 3-4           | 4-4           | 6-4   | 3-4           | 1-2           | 4-3           | 5-4   | 7-4           | 1-1           | 1-1   | 1-1           | 0-1           | 1-4           | 0-2   |        | 39-44          |
| Олимпийские игры             |       |       |               |               |               |       |               |               |               |       |               |               |       |               |               |               |       |        |                |
| Летняя олимпиада             | НП    | -     | Не проводился | Не проводился | Не проводился | -     | Не проводился | Не проводился | Не проводился | 2Р    | Не проводился | Не проводился | 1Р    | Не проводился | Не проводился | Не проводился | -     | 0 / 2  | 1-2            |

К — проигрыш в отборочном турнире.
| Турнир                       | 2008  | 2009  | 2012  | 2013  | 2016  | 2019  | 2021  | Итог   | В/П за карьеру |
| ---------------------------- | ----- | ----- | ----- | ----- | ----- | ----- | ----- | ------ | -------------- |
| Турниры Большого шлема       |       |       |       |       |       |       |       |        |                |
| Открытый чемпионат Австралии | 2P    | 1P    | 1P    | -     | -     | -     | -     | 0 / 3  | 1-3            |
| Открытый чемпионат Франции   | -     | -     | 1/2   | 1Р    | 2Р    | 1Р    | -     | 0 / 4  | 4-4            |
| Уимблдонский турнир          | -     | 2Р    | 2Р    | 1Р    | -     | 2Р    | 2Р    | 0 / 5  | 3-5            |
| Открытый чемпионат США       | -     | -     | 2Р    | -     | -     | -     | 2Р    | 0 / 2  | 2-2            |
| Итог                         | 0 / 1 | 0 / 2 | 0 / 4 | 0 / 2 | 0 / 1 | 0 / 2 | 0 / 2 | 0 / 14 |                |
| В/П в сезоне                 | 1-1   | 1-2   | 5-4   | 0-2   | 1-1   | 1-2   | 1-2   |        | 10-14          |